# International Traditional Karate Federation

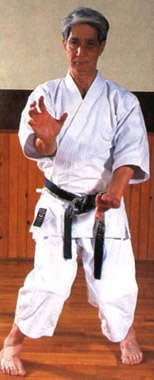
Oprichter Hidetaka Nishiyama

De International Traditional Karate Federation (ITKF) is een officiële federatie van sportbonden voor karate. De federatie is gevestigd in Los Angeles. De ITKF werd in 1974 opgericht door Hidetaka Nishiyama. Een andere karateorganisatie die naast de ITKF opereert, is de World Karate Federation (WKF).
Leden van de federatie zijn onder meer de Belgian Amateur Karate Federation en de Amateur Karate Unie (Suriname). Er is geen Nederlandse bond lid van de ITKF.